# 角子機

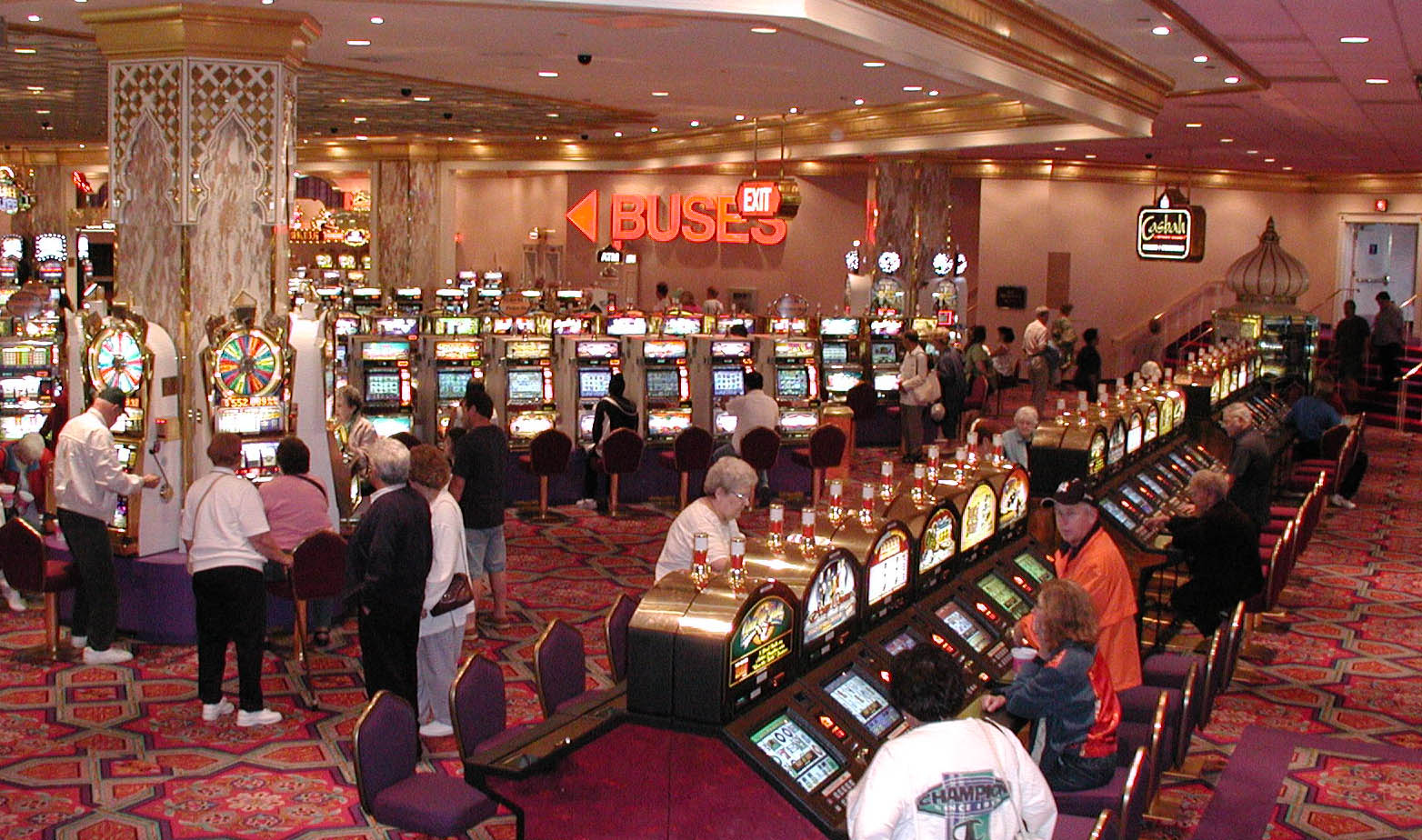
角子機是一種不用服務員提供服務的賭博遊戲。

角子機是一種賭博機器，又被稱作老虎機，經常可以在賭場或專设角子機的娛樂場所見到其身影。由於早期的機台側面有一條拉杆，所以其也被稱作拉霸。在台湾它与柏青哥（日语：パチンコ，意為「弹珠机」）常被一起俗称為柏青嫂（日语：パチスロ）。因為機上常有水果圖案，所以也有人称它為水果盤。加上Slot一詞有投幣口、狹長型凹槽的意思，故網路上很多英文机械翻译的文章也用「插槽」一詞來稱呼角子機。

## 历史
第一台老虎機應是1891年由位於美國布魯克林的公司「斯特曼和皮特」（Sittman & Pitt）所製造。
大約在1896年時，一位名叫查爾斯‧菲的男子，在他舊金山的機械店成功研發第一台商業用途的吃角子老虎機。其機身由鑄鐵製成，內部有三根捲軸，外部則有一個投幣孔以及一個啟動機器的操縱桿。它很快便成為沙龍、賭坊，甚至很多零售店（顧客會在那裡以贏錢換取商品－因而有「交易商品」之稱）的必備品。
吃角子老虎機從問世至今不過百餘年，卻已成為最熱門的賭場遊戲之一。隨著數位電子的興起，老虎機也從鐵鑄機身、機械轉軸和搖桿等原始設計，進化成利用電子螢幕搭配亂數產生器（RNG）來運行的電子遊戲機台，而線上老虎機更是電子版的變體，除了模仿實體設計的經典老虎機遊戲外，還有最流行於網路的影片老虎機，後者尤其講究精緻的畫面和華麗的特效，以電腦動畫呈現出3D立體觀感者，又被稱為3D老虎機，常常可以在各类网络赌场上见到。
許多人把吃角子老虎機的發明歸功於查爾斯·菲（Charles Fey），這位德裔的美國機械師在19世紀後期製造了一款名為自由鐘的賭博性機台。直到現在，所有吃角子老虎機的設計跟玩法也都是以自由鐘為原型，查理斯·菲也因此享有「老虎機之父」的美譽。
到了20世纪初，很多人沉迷老虎機而付出了庞大的金钱代价，这让美国政府决定插手管制。1902年，许多州正式禁止业者在公共场所和酒吧安装老虎机供人赌博。没想到这个赌博禁令间接让老虎机历史走入水果机时代。现在我们所熟悉的老虎机水果符号，就是从那时候开始被使用的。为了规避当时法令所禁止的赌博行为，业者不再分发金钱奖励，新的老虎机也改名叫水果机或自动售货机，机台卷轴上改为水果符号，并以口香糖或水果风味的糖果来支付奖品。

## 老虎機的法律管制與水果機時代的來臨
隨著老虎機在20世紀初成為美國各地流行的賭博方式，也引起了政府的關注和管制。由於越來越多人沉迷於老虎機並為之付出巨大的金錢代價，美國政府在1902年開始對此類機器進行法律上的限制。多個州開始禁止在公共場所和酒吧安裝老虎機，以遏制这种賭博行為的蔓延。
然而，這些法律管制並未能完全根除老虎機的流行，反而促使了其發展至另一個階段，即水果機時代的來臨。為了遵守法律規定，避免被指控為賭博行為，老虎機的業者做出了創新性的改變。他們將機台的名稱從「老虎機」改為「水果機」或「自動售貨機」，並在機台的捲軸上以水果符號代替原有的賭博圖案。這些新型的機台不再以金錢作為獎勵，而是用口香糖或水果風味的糖果作為獎品。
這種改變不僅使得老虎機得以在法律的灰色地帶存續，而且进一步擴大了它的受眾範圍。水果機因其看似無害的外觀和獎品設置，成為了家庭和公共場所更加普遍接受的娛樂方式。此外，水果符號的引入也開創了老虎機視覺設計的新篇章，這些圖案仍是許多現代老虎機的標誌性特徵。
這一時期的轉變不僅是老虎機歷史上的一個重要節點，也反映了社會對賭博行為態度的變化以及法律對娛樂形式發展的影響。即便在現代，老虎機的法律地位和規範，仍是一個重要且有爭議的話題。